# Sara Anzanello
Sara Anzanello (San Donà di Piave, 30 de julio de 1980 - Milán, 25 de octubre de 2018) fue una jugadora de voleibol italiana. Debutó en la selección italiana en 1998, cuando contaba con 17 años, acumulando más de 203 participaciones con su selección.

## Salud y muerte
En 2013, Anzanello requirió un trasplante de hígado después de contraer una forma grave de hepatitis en Azerbaiyán. Se recuperó y volvió al campo de juego. Sin embargo, a mediados de 2017, le diagnosticaron leucemia. Murió un año después, en octubre de 2018, a los 38 años.

## Clubes
- 1995-1998	 Volley Latisana
- 1998-1999	 Club Italia
- 1999-2001	 AGIL Trecate
- 2001-2009	 Asystel Novara
- 2009-2011	 GSO Villa Cortese
- 2011-2013	 Azərreyl Baku